# Stora Svindal
Stora Svindal är en bebyggelse i stadsdelen Askim (Askims socken) i Göteborgs kommun. Orten ligger ungefär en kilometer nordost om Billdal och en kilometer öster om Skintebo. Strax öster om orten går länsväg 158. Orten klassades av SCB före 2015 som en egen småort för att därefter räknas som en del av tätorten Billdal.